# أوقستو تيكسيرا دي فريتاس
أوقستو تيكسيرا دي فريتاس (بالبرتغالية: Augusto Teixeira de Freitas) هو محامي برازيلي، ولد في 1816 في Cachoeira ‏ في البرازيل، وتوفي في 1883 في نيتيروي في البرازيل.